# Christian Fassetta
Christian Fassetta (Milano, 31 agosto 1967) è un attore e doppiatore italiano.
Trasferitosi negli Stati Uniti d'America, ha lasciato l'attività nel mondo dello spettacolo.

## Biografia
Fratello minore dell'ex doppiatrice Susanna Fassetta, ha iniziato l'attività di doppiatore all'età di tre anni.
È stato attivo nel doppiaggio cinematografico e televisivo (ha dato voce ad alcuni personaggi di cartoni animati degli anni ottanta, fra cui Enrico Bottini dell'anime Cuore).

## Filmografia
- La stagione delle piogge (1984, televisione)
- Una storia importante (1987)

## Doppiaggio

### Cinema
- Tom Cruise in Un week end da leone
- Kyle Eastwood in Honkytonk Man
- Darren E. Burrows in Classe 1999[1]

### Televisione

#### Live action
- Luke e Tom Silburn in Figli e amanti
- Patrick Laborteaux in La casa nella prateria[2]
- Christopher Ciampa in Una strana famiglia
- David W. Harper (2ª voce) in Una famiglia americana
- John Stamos in General Hospital
- Darnell Williams ne La valle dei pini
- K.C. Martel in La famiglia Bradford[3]

#### Animazione
- Jun in Quando vivevano i dinosauri
- Richie Rich in Richie Rich
- Jeremy (1ª voce) in Ti voglio bene Denver
- Enrico Bottini in Cuore
- Wilbur ne Le incredibili avventure della piccola Lulù
- Huckleberry Finn in Tom Story
- Julian Ross e Tim Vence in Holly e Benji - Due fuoriclasse
- Charlie in Bun Bun
- Ryo in Tansor 5 - Avventura nella scienza
- Mendo (2ª voce), Chibi (5ª voce) e Perma (3ª voce) in Lamù, la ragazza dello spazio
- Ikkyu in Ikkyusan il piccolo bonzo
- Vicky (3ª voce) in Vicky il vichingo[4]
- Assan in Shirab il ragazzo di Bagdad